# Le Monde merveilleux du caca
Le Monde merveilleux du caca (titre original : The World of Poo) est un livre de Terry Pratchett publié en 2012. Cet ouvrage est mentionné dans le roman Coup de tabac, lu par un des personnages, Sam Vimes, à son fils Sam. Ce livre est une réplique de l'exemplaire du jeune Sam, avec une dédicace de l'auteure fictive, Miss Felicity Beedle.
Le livre raconte les aventures de Geoffrey, un jeune garçon envoyé chez sa grand-mère à Ankh-Morpork. Après qu'un oiseau a déféqué sur sa tête et qu'on lui a dit que c'était un porte-bonheur, il devient obsédé par la collecte d'échantillons d'excréments de diverses créatures afin de créer un musée.

## Traduction
- Le Monde merveilleux du caca, traducteur : Patrick Couton L'Atalante, coll. La Dentelle du cygne, 2013  (ISBN 2841726533)

### Pages connexes
- Coprolithe